# Młodzież kontra... czyli pod ostrzałem
Młodzież kontra... czyli pod ostrzałem – cotygodniowy program publicystyczny nadawany na żywo w latach 2001–2018 oraz ponownie od 2024 na antenie TVP3 Kraków oraz TVP Info ze studia Telewizji Polskiej w Krakowie. 

## Przebieg programu
Istotą programu jest zadawanie pytań zaproszonemu gościowi, najczęściej politykowi, przez młodzieżówki partii politycznych. Głosu udziela prowadzący. W programie uczestniczą przedstawiciele młodzieżówek partii parlamentarnych oraz pozaparlamentarnych, a także kilku stowarzyszeń.
Poszczególne części programu przerywane są pytaniami od prowadzącego program, telewidzów (mają możliwość przesyłania swoich pytań drogą elektroniczną przed programem, a także w jego trakcie) oraz od publicystów i innych polityków (ich wypowiedzi są wcześniej zarejestrowane). Program trwa ok. 50 minut.

## Historia programu
Emisję rozpoczęto 9 kwietnia 2001, od czerwca 2002 program udostępniono na antenie ogólnopolskiej TVP3. Następnie był emitowany w ogólnopolskim paśmie TVP Info. Początkowo nadawany był w sobotę, a potem w niedzielę po południu, następnie wieczorem (o 20:50). Od 1 września 2013 emitowany był TVP Regionalna/TVP3 w niedzielę o godzinie 16:00. Od 14 stycznia 2017 emisja programu została przeniesiona do TVP Info w soboty o 20:08. Od 2018 program był nadawany o 18:30. Ostatnie 662 wydanie programu wyemitowano 29 grudnia 2018 roku. 
Niedługo po zakończeniu emisji programu w telewizji, powstały kanały w serwisie Youtube nawiązujące do formuły programu np. myPolitics i Ad Personam, które organizują i transmitują dyskusje młodzieżówek z politykami.
Po przejęciu spółki TVP, w 2024 roku oficjalnie ogłoszono, że program powróci na antenę. Pierwszy odcinek został wyemitowany 18 lutego 2024 w TVP Info i w TVP3 Kraków.

## Prowadzący

### Obecnie
- Tomasz Czeczótko
- Sławomir Mokrzycki

### Dawniej
- Janusz Sejmej[8]
- Małgorzata Opczowska[9]